# Małe Krówno
Małe Krówno is een plaats in het Poolse district  Starogardzki, woiwodschap Pommeren. De plaats maakt deel uit van de gemeente Osieczna en telt 130 inwoners.